# Austrolimnophila (Austrolimnophila) subinterventa oriunda
Austrolimnophila (Austrolimnophila) subinterventa oriunda is een ondersoort van de tweevleugelige Austrolimnophila (Austrolimnophila) subinterventa uit de familie steltmuggen (Limoniidae). De ondersoort komt voor in het Australaziatisch gebied.